# 代姆湖
52°20′21″N 14°10′30″E / 52.339038°N 14.174982°E

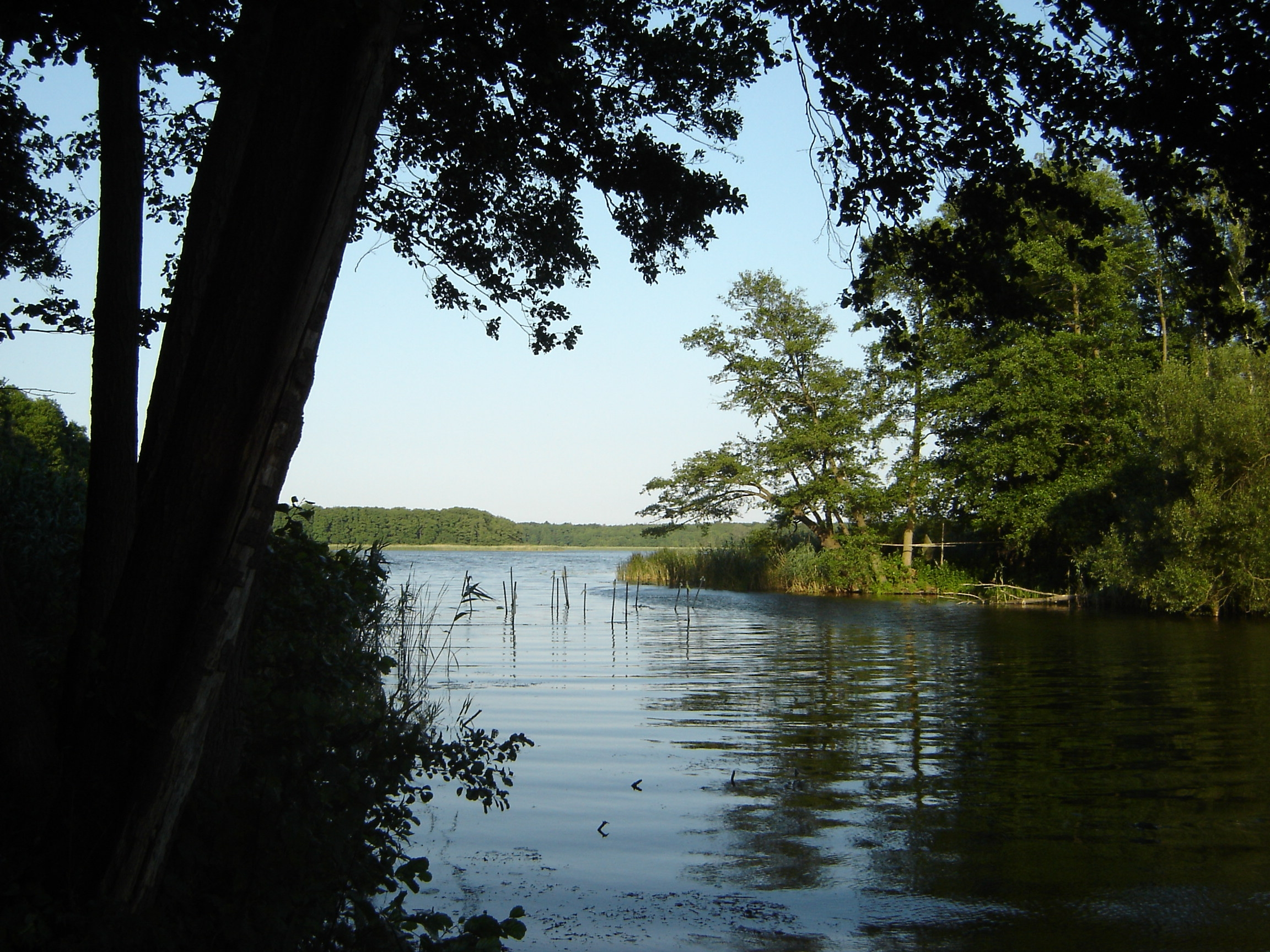

代姆湖（德語：Dehmsee），是德國的湖泊，位於該國東北部，由勃蘭登堡州負責管轄，處於菲爾斯滕瓦爾德以東，長1.3公里、寬1.1公里，面積1.1平方公里，海拔高度38米，平均水深1.8米，最大水深3米，水體容量200萬立方米。